# Municipio de Ocosingo
El municipio de Ocosingo es uno de los 124 municipios en que se encuentra dividido el estado de Chiapas. Se encuentra al oriente del estado e incluye la mayor parte de la Selva Lacandona. Su cabecera es la ciudad de Ocosingo.

## Toponimia
El nombre Ocosingo proviene de la expresión náhuatl que significa "Lugar del señor negro".

## Geografía
El municipio de Ocosingo tiene una extensión territorial de 9520.117 km² lo que lo convierte en el más extenso del estado de Chiapas, se extiende por el oriente del estado, colinda con el departamento guatemalteco de Quiché en el río Usumacinta e incluye en su territorio gran parte de la Selva Lacandona.
Sus coordenadas geográficas extremas son 16°5′ - 17°15′ de latitud norte y 90°39′ - 92°22′ de longitud oeste, su altitud fluctúa ente un mínimo de 0 y un máximo de 2 000 metros sobre el nivel del mar.
Limita al este Benemérito de las Américas; al norte con el municipio de Palenque; al oeste con los municipios de Chilón, Oxchuc y San Juan Cancuc; al sur con los municipios de Altamirano, Las Margaritas y Maravilla Tenejapa, y al sureste Marqués de Comillas.
Según la clasificación climática de Köppen el clima de Ocosingo corresponde a la categoría Cwb, (oceánico de montaña con invierno seco y verano suave).

### Áreas protegidas
Dentro del municipio se encuentran cuatro áreas protegidas por sus valores arqueológicos o naturales.
- Área de protección de flora y fauna Chan-Kin.
- Reserva de la biosfera Lacan-Tun.
- Yaxchilán. Zona del entorno del área arqueológica declarada Monumento Natural.
- Bonampak. Zona del entorno del área arqueológica declarada Monumento Natural.

## Demografía
De acuerdo a los resultados del Censo de Población y Vivienda de 2020 realizado por el Instituto Nacional de Estadística y Geografía, la población total de Ocosingo es de 234 661 habitantes, lo que representa un crecimiento promedio de 1.7% anual en el período 2010-2020 sobre la base de los 198 877 habitantes registrados en el censo anterior. Al año 2020 la densidad del municipio era de 24,49 hab/km².
| Gráfica de evolución demográfica de Municipio de Ocosingo entre 2000 y 2020 |
|                                                                             |
| Fuente: Instituto Nacional de Estadística Geografía e Informática           |

El 49.3% de los habitantes (115 769 personas) eran hombres y el 50.7% (118 892 personas) eran mujeres. El 78.1% de los habitantes mayores de 15 años (111 544 personas) estaba alfabetizado. El 84.54 % (198 387 personas) eran indígenas.
En el año 2010 estaba clasificado como un municipio de grado muy alto de vulnerabilidad social, con el 59.66% de su población en estado de pobreza extrema.

### Localidades
En el censo de 2020 el municipio de Ocosingo contaba con 1 285 localidades.
| Código INEGI      | Localidad                | Población (2020) |
| ----------------- | ------------------------ | ---------------- |
| 070590001         | Ocosingo                 | 47 688           |
| 070590418         | Nueva Palestina          | 11 984           |
| 070590431         | Frontera Corozal         | 6 111            |
| 070590237         | Tenango                  | 5 187            |
| 070590002         | Abasolo                  | 3 466            |
| 070590374         | Taniperla                | 2 452            |
| 070590204         | San Quintín              | 2 069            |
| 070590068         | Damasco                  | 2 039            |
| 070590575         | El Censo                 | 1 866            |
| 070590341         | Patria Nueva             | 1 856            |
| 070590767         | Cintalapa                | 1 841            |
| 070590003         | Perla de Acapulco        | 1 818            |
| 070590229         | El Sibal                 | 1 791            |
| 070590605         | Nuevo Francisco León     | 1 721            |
| 070590246         | El Tumbo                 | 1 655            |
| 070590208         | Santa Elena              | 1 603            |
| 070590268         | El Zapotal               | 1 597            |
| 070590236         | San Antonio las Delicias | 1 497            |
| 070591608         | Sibaca                   | 1 367            |
| 070592726         | Los Pinos                | 1 364            |
| 070590643         | Las Tazas                | 1 338            |
| 070591991         | Champa San Agustín       | 1 336            |
| 070590274         | Ubilio García            | 1 327            |
| 070592050         | Patihuitz                | 1 283            |
| 070590459         | Santo Domingo            | 1 280            |
| 070591799         | Cristóbal Colón          | 1 254            |
| 070590121         | Nazareth                 | 1 228            |
| 070590102         | Lacanjá Tzeltal          | 1 224            |
| 070590027         | Busiljá                  | 1 220            |
| 070590345         | La Reforma               | 1 186            |
| 070590005         | Agua Azul                | 1 109            |
| 070590379         | La Virginia              | 1 105            |
| 070590009         | Amador Hernández         | 1 036            |
| 070590012         | Arroyo Granizo           | 1 032            |
| Otras localidades | Otras localidades        | 116 731          |
| Total municipal   | Total municipal          | 234 661          |

## Salud y educación
En 2010 el municipio tenía un total de 102 unidades de atención de la salud, con un personal médico de 146 personas. Existían 38 escuelas preescolares, 444 primarias, 91
secundarias, 36 bachilleratos, dos escuelas de formación profesional técnico, 13 escuelas de formación para el trabajo y con 290 primarias indígenas.

## Economía
Las principales actividades económicas del municipio son el comercio minorista, los servicios vinculados al alojamiento temporal y la elaboración de alimentos y bebidas y en menor medida la industria manufacturera.

## Política
El municipio de Ocosingo históricamente siempre ha sido el municipio territorialmente más extenso de Chiapas y baja cuya jurisdicción se encontraba la práctica totalidad del oriente del estado. Este volumen trajo consigo problemas para las comunidades aisladas geográficamente para recibir servicios de la lejana cabecera municipal.
El primer territorio segregado del territorio de Ocosingo fue el actual municipio de San Juan Cancuc, que paradójicamente constituía su extremo más occidental, y que fue constituido como otro municipio por decreto del 30 de agosto de 1989. En 1996, después de la firma de los Acuerdos de San Andrés Larráinzar entre el gobierno federal mexicano y el Ejército Zapatista de Liberación Nacional, uno de los puntos era llevar a cabo un proceso de remunicipalización que diera autonomía municipal a varias comunidades del estado, principalmente del extenso territorio de Ocosingo. Tras varios estudios y acuerdos, finalmente en 1998 el entonces gobernador Roberto Albores Guillén propuso la segregación de varios territorios, con los que finalmente el 16 de julio de 1999 fueron erigidos el municipio de Marqués de Comillas y el municipio de Benemérito de las Américas con el extremo sureste del territorio de Ocosingo.

### Representación legislativa
Para la elección de diputados locales al Congreso de Chiapas y de diputados federales a la Cámara de Diputados federal, el municipio de Ocosingo se encuentra integrado en los siguientes distritos electorales:
Local:
- Distrito electoral local de 7 de Chiapas con cabecera en Ocosingo.[20]

Federal:
- Distrito electoral federal 3 de Chiapas con cabecera en Ocosingo.[21]